# Walhalla (mythologie)

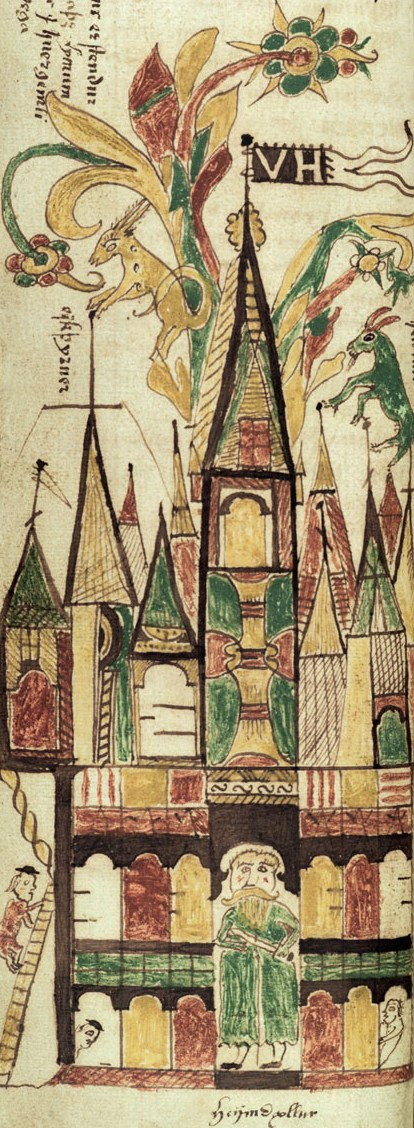
Walhalla met Heimdall bij de poort, 17e-eeuws manuscript

Walhalla (van het Oudijslands Valhöll) betekent letterlijk Zaal (höll, halla) voor de Gevallenen (val, wal).
In de Noordse mythologie was het Walhalla een speciale hemel, voorbehouden aan de gesneuvelden in de strijd. Voor de Vikingen was het sneuvelen in de strijd de hoogste eer die een strijder kon halen.
Volgens de Vikingen was het Walhalla het rijk van de god Odin. De Vikingen geloofden dat de helden (einherjar) van Odin dagelijks in de strijd sneuvelen om 's avonds door Odins krijgsmaagden, de Walkuren, van het slagveld naar het Walhalla te worden gebracht. Hier werden ze onthaald op varkensvlees (de everzwijnen Andrimner, Särimner en Eldrimner) en honingwijn. Elke ochtend keerden de strijders terug naar de strijd om opnieuw gedood te worden.
De Vikingen waren ervan overtuigd dat het Walhalla een enorme zaal was, gelegen in Asgard. De afmetingen waren fenomenaal. Volgens de Grimnismál zou het Walhalla 540 zalen hebben met 540 poorten. Uit elke poort konden 800 krijgers de aanval openen (432.000 strijders). De muren bestonden uit speren, het dak was van schilden gemaakt en op de banken lagen pantsers. Voor de westelijke poorten hingen wolven met een van bloed druipende adelaar erboven. Walhalla werd omringd door de gracht Tund (rivier van vuur) en bewaakt door de weerwolf (menswolf) Tjodvitner, die in de rivier naar mensen viste. Op het dak stonden een hert, Eikdoorn, en een geit, Heiðrun, en beiden aten ze van de boom Læraðr (die dikwijls wordt gezien als de wereldboom Yggdrasil). De geit Heiðrun produceerde de mede die de krijgers dronken. Van het gewei van het hert droop water van Laerad in Hvergelmir, de bron van alle wateren. Een deel van de gevallenen verbleef ook in Vingólf ("vriendelijk huis").
Wodan haalde (met behulp van de aardevrouw Strijdvreugde en de slang Doorbek) de verjongende drank van de lenteregen naar het Walhalla terug, nadat de reuzen deze gestolen hebben.
Niet alle gesneuvelden gingen naar Odin, Freya kreeg de helft van de gevallenen, zij kwamen in Folkvangr (Veld van het volk).
Naast het Walhalla bestond nog een ander dodenrijk, Niflhel, dat bedoeld was voor de zieken, ouderen, de vrouwen en mannen die een natuurlijke dood waren gestorven. Deze wereld werd geleid door de godin Hel. De ingang werd bewaakt door de hond Garmr.

## Afbeeldingen

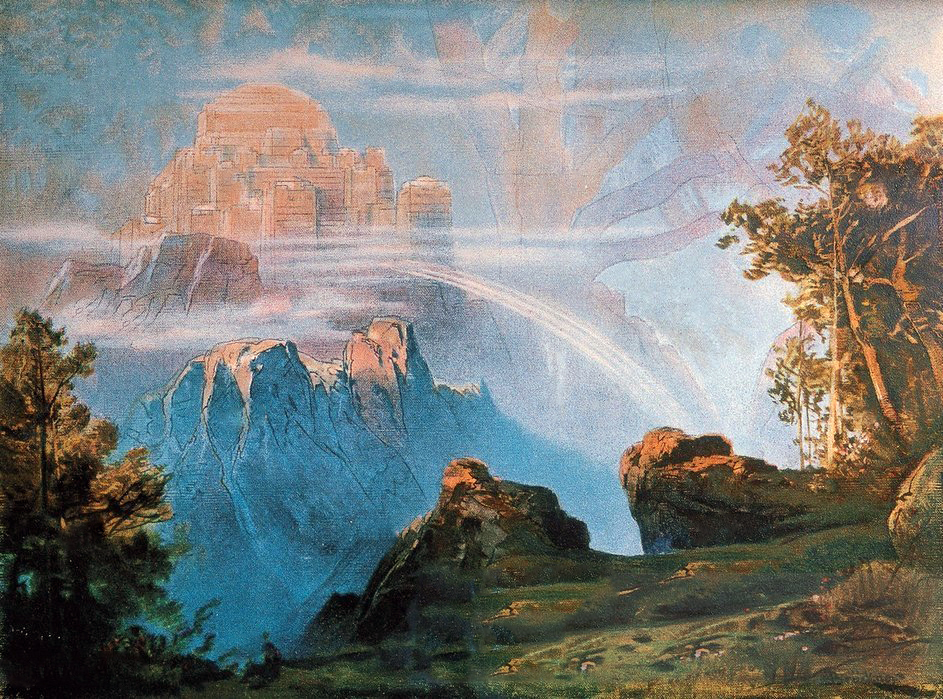
Walhalla, Max Brückner, 1896
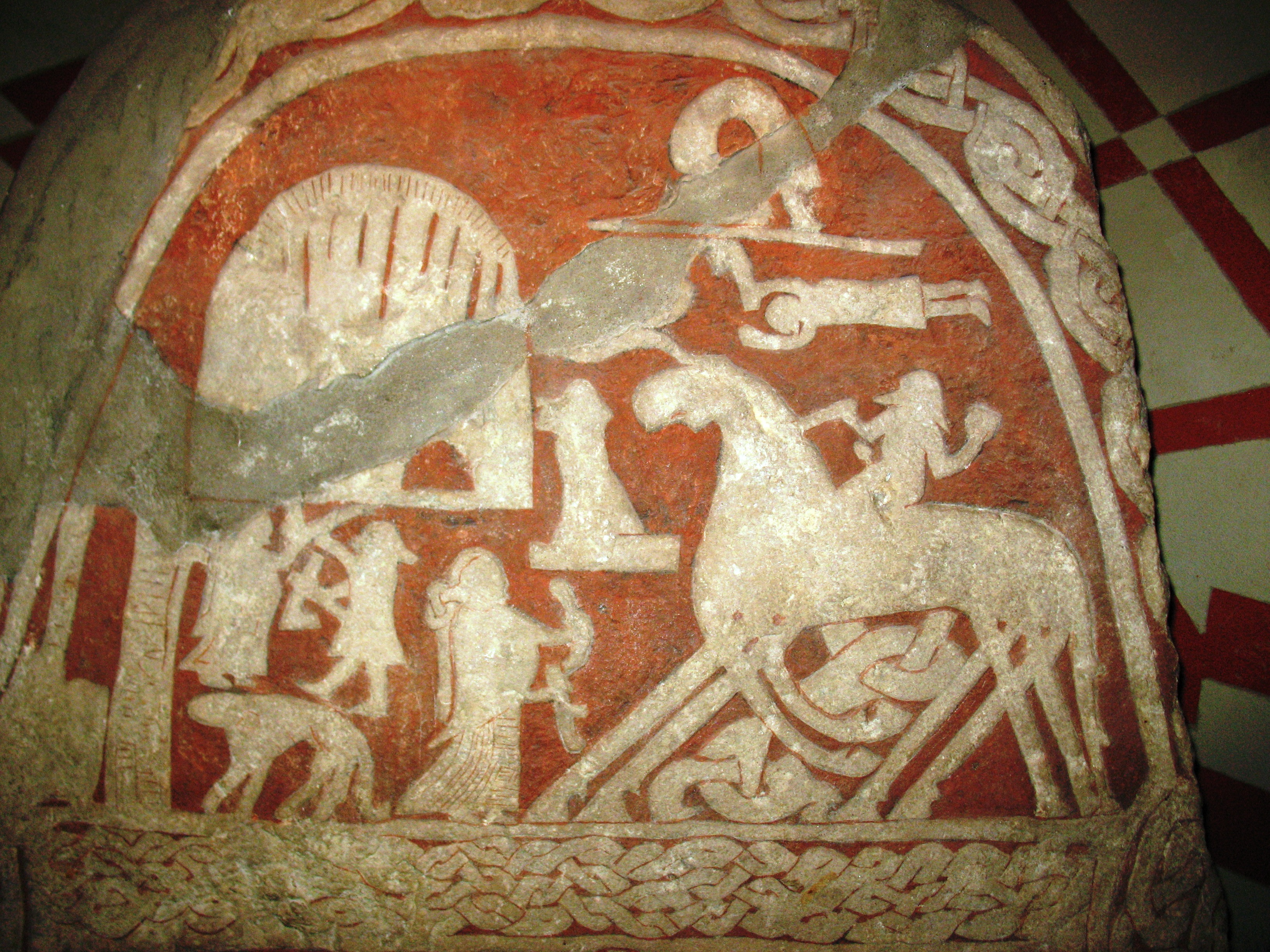
Aankomst in Walhalla, steen in Gotland
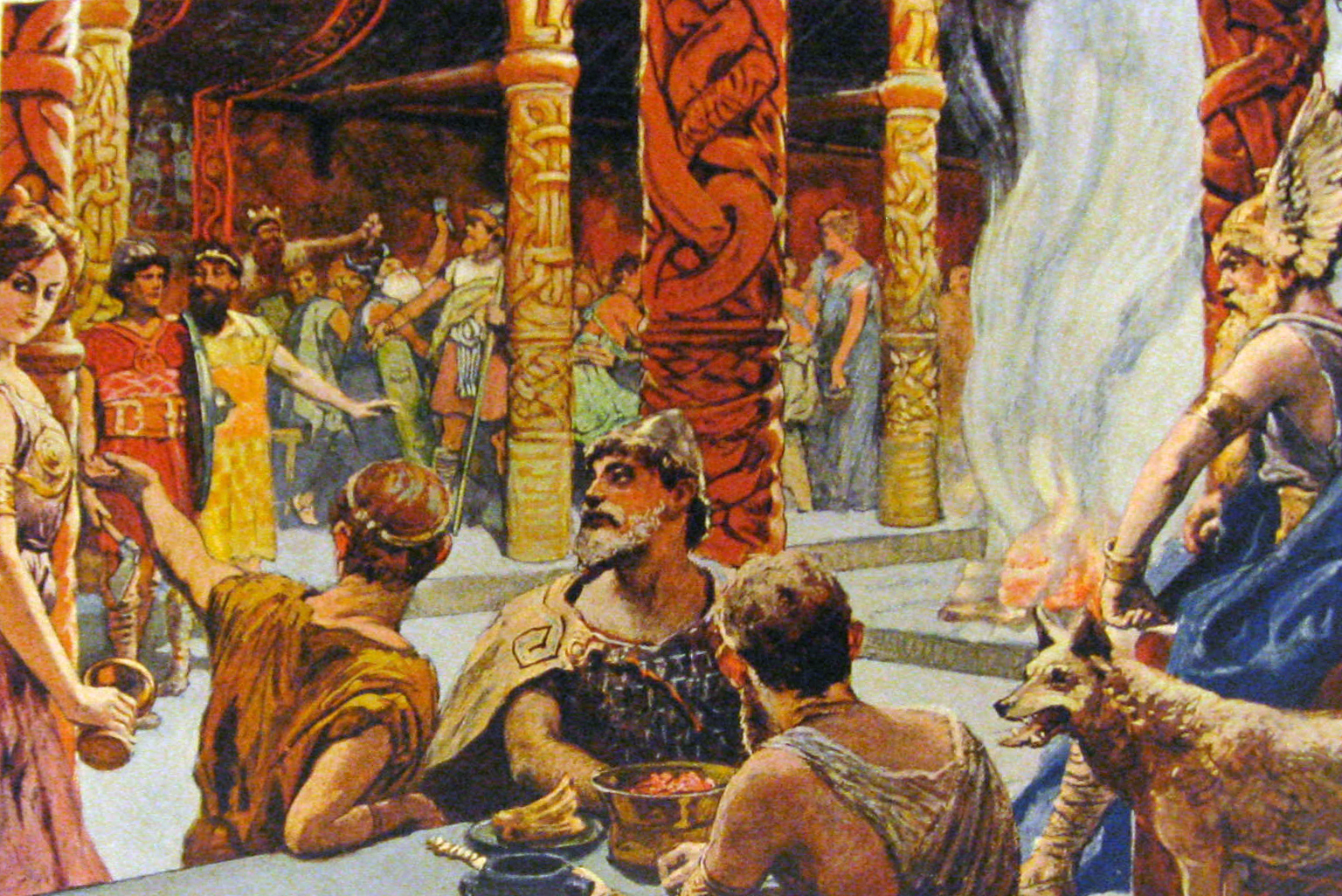
Walhalla, Emil Doepler, 1905
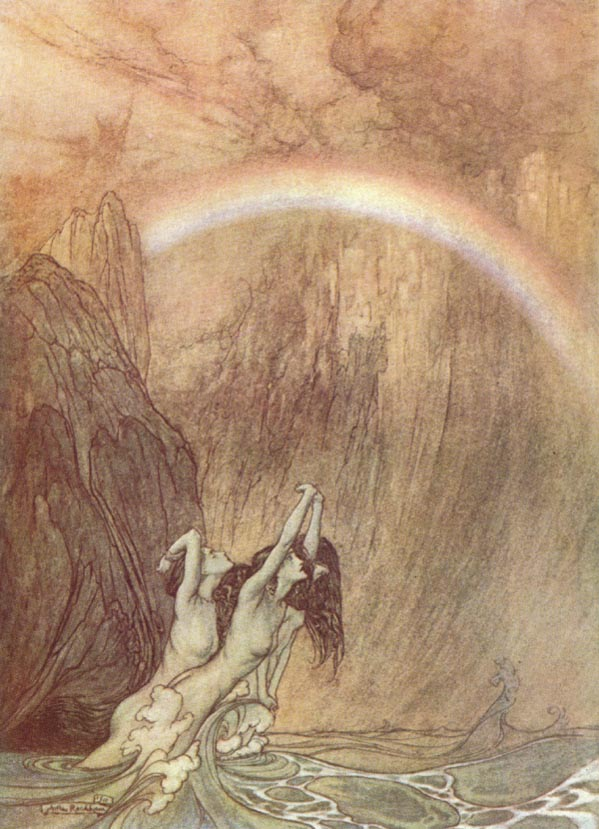
Illustratie bij Das Rheingold van Richard Wagner, de Rijndochters zingen een klaaglied voor het Rijngoud, de regenboog naar Walhalla is te zien, Arthur Rackham.

## Andere betekenissen
- Een personage uit Astérix Légionnaire is Falbala. In de Nederlandse vertaling heet ze Walhalla.
- In Beieren is Walhalla een door Koning Ludwig I gebouwde tempel waarin grote Duitsers met bustes geëerd worden.